# Михаило Јаворски
Михаило Јаворски (Сремска Митровица, 15. новембра 1917 — Београд, 22. април 1991) био је амбасадор СФРЈ у УАР.

## Биографија
Рођен 1917. године у Сремској Митровици, студирао права у Београду и Загребу. Члан КПЈ од 1937. и био је члан среског и окружног комитета КПЈ у Славонском Броду. НОБ-у се придружио 1941. и био на разним војним и политичким дужностима. После ослобођења био саветник Послаништва ФНРЈ у Мађарској, опуномоћени министар у Државном секретаријату за иностране послове, посланик ФНРЈ у Сирији и Јордану, амбасадор у Белгији, Италији и Грчкој, помоћник државног секретара за иностране послове (до 1969). Носилац Партизанске споменице и више домаћих и страних одликовања.